# Katastrofa górnicza w Mount Mulligan
Katastrofa górnicza w Mount Mulligan – katastrofa górnicza mająca miejsce w poniedziałek rano 19 września 1921 roku w miasteczku górniczym Mount Mulligan w stanie Queensland w Australii.
W wyniku serii eksplozji zginęło 75 górników, co czyni wypadek w Mount Mulligan trzecim najtragiczniejszym pod względem liczby zabitych wypadkiem górniczym w historii Australii. Wybuch w kopalni był odczuwalny w promieniu 30 km. Katastrofa odbiła się echem w całej Australii, a także wywoła gorącą dyskusje w miasteczku Mount Mulligan, z którego pochodziły ofiary katastrofy.

## Raport komisji badającej katastrofę[1]

### Stan kopalni
Królewska Komisja powołana m.in. w celu wyjaśnienia katastrofy nie wykazała obecności w kopalni łatwopalnego gazu. Komisja zwróciła za to uwagę na bardzo małą wilgotność powietrza co sprzyjało powstawaniu pyłu węglowego, który znaleziono w zgliszczach kopalni. Komisja wstępnie nie stwierdziła aby w dniu eksplozji pracowały maszyny, które mogły powodować zapylenie w kopalni. Nie wykluczono jednak, że pył mógł zalegać w chodnikach, w szczególności rzadziej używanych (str. XXVI i XXVII raportu). Wspomniano także, że co prawda kopalnia miała oświetlenie elektryczne, to jednak górnicy używali lamp acetylenowych i łojowych (str. XXVI raportu). Kolejnym czynnikiem który mógł doprowadzić do katastrofy było złe obchodzenie się z materiałami wybuchowymi. M.in. dzienny zapas materiałów wybuchowych był składowany w schowku w głównym chodniku (str. XXIX raportu). Materiały wybuchowe były tam składowane i po wydaniu przenoszone przez górników bez specjalnych zabezpieczających je pojemników. W niektórych miejscach kopalni wydane górnikom materiały wybuchowe składowano bez żadnego zabezpieczenia w niszach wykutych w ścianach. Stwierdzono także, że otwory strzałowe nie były po umieszczeniu w nich materiałów wybuchowych zabezpieczane specjalnymi wypełniaczami (jak np. gliną), ale pyłem i miałem węglowym (str. XXX raportu). Okazało się również, że przez 10 tygodni poprzedzających eksplozję kopalnia w ogóle była pozbawiona nadzoru technicznego, a inspektorzy którzy prowadzili kontrole kopalni przez parę poprzednich lat nie mieli doświadczenia w pracy w kopalniach węgla (str. XXXI raportu). Prowadzone przed eksplozją rejestry określały kopalnię jako znajdującą się w dobrym stanie i nie wspominały o pyle węglowym co było sprzeczne z końcowymi ustaleniami komisji (str. XLIII raportu).

### Opinie ekspertów badających kopalnię bezpośrednio po eksplozji
Dwaj eksperci (stanowy inspektor górniczy i inspektor kopalniany) badający zgliszcza w tydzień po eksplozji wskazali jako jej czynniki obecność otwartego ognia z lamp górniczych, obecność gazu oraz niewłaściwego składowania materiałów wybuchowych. Eksperci nie wskazali przyczyny eksplozji, ale byli zgodni, że nastąpiła ona w chodniku nr 11 na pokładzie 2 w pobliżu jednego z kombajnów górniczych (maszyna Fitzpatricka), gdzie znaleziono dowody lokalnej eksplozji. Zdaniem jednego z ekspertów kombajn pracował gdy doszło do eksplozji. W bezpośredniej bliskości znaleziono też materiały wybuchowe, a nawet fajkę, co sugerowało łamanie ówczesnych przepisów BHP. Drugi z ekspertów zakwestionował możliwość eksplozji pyłu węglowego lub gazu jako pierwotnych przyczyn katastrofy (str. XXXV raportu).
Kolejny ekspert, przesłuchiwany jako świadek (inżynier superintendent) wskazał, że pierwotną przyczyną katastrofy mogła być eksplozja materiałów wybuchowych w rękach górnika, który je podkładał w chodniku nr 11. Hipotezę tę odrzucono, ponieważ nie stwierdzono obrażeń na ciele górnika które by ją potwierdzały.

### Ustalenia komisji
Komisja nie zgodziła się, że kombajn górniczy w chodniku nr 11 podczas eksplozji pracował i mógł być jej przyczyną. Odrzucono też możliwość eksplozji lampy acetylenowej. Mimo to, z uwagi na analizę kierunków działania sił eksplozji, przyjęto hipotezę, że przyczyną katastrofy była eksplozja w chodniku nr 11.
Rozpatrywano, czy była to przypadkowa eksplozja materiałów wybuchowych lub eksplozja pyłu węglowego. Wspomniano, że czynnikiem, który mógł się do niej przyczynić był zapłon lub wstrząs wynikły ze strzelań prowadzonych na niższych poziomach kopalni. Natomiast za możliwe źródło pyłu węglowego uznano prowadzone również w tym czasie prace przy budowie korytarza łączącego chodniki nr 6 i 7 przy użyciu kombajnu, który najprawdopodobniej wytworzył odpowiednio dużo pyłu węglowego aby mogło dojść do eksplozji. Kolejne eksplozje zarówno pyłu węglowego, jak i części źle zabezpieczonych materiałów wybuchowych miały rozprzestrzenić się po całej kopalni na skutek podnoszenia się chmury pyłu węglowego zalegającego na płaskich powierzchniach (str. XXXVIII raportu).
Próbując znaleźć pierwotne źródło zapłonu badano też możliwość obecności metanu lub innego palnego gazu (str. XLIII raportu). W ostatecznych wnioskach uznano, że zapłon został spowodowany eksplozją luźno ułożonych materiałów wybuchowych na górnej powierzchni dużego bloku węgla (zamiast w otworze strzałowym) bez wskazania jej przyczyny (str. XLIII raportu).
Komisja stwierdziła na koniec opisu zdarzenia, że kopalnia wbrew pozorom nie uległa zbyt dużym zniszczeniom i jej odbudowa nie powinna stwarzać zbyt dużych trudności (str. XXXVIII raportu).

### Skutki prawne
Po wypadku wprowadzono liczne dodatkowe zalecenia górnicze dotyczące m.in. nadzoru nad kopalniami, usuwania pyłu z kopalni, zabezpieczania materiałów wybuchowych, strzelania, wentylacji, rozmieszczenia stacji ratunkowych, oświetlenia, jak również utworzenia we współpracy z innymi stanami kopalni eksperymentalnej (str. XLIV-XLVII raportu).

## Lata późniejsze
Do głównych klientów kopalni należały elektrownia i koleje. Likwidacja kopalni spowodowała by zakłócenia w ich pracy. Było to przyczyną nacjonalizacji kopalni po katastrofie, jeszcze w 1921 r. i późniejszego subsydiowania jej produkcji (s. 135, Alas it Seems Cruel...).
Kopalnia wznowiła wydobycie już po pięciu miesiącach od katastrofy (s. 125, Alas it Seems Cruel...), na początku 1922 roku.
Kopalnia została ostatecznie zamknięta 15 listopada 1957 r. Było to spowodowane ukończeniem zapory wodnej Koombooloomba w Tully Falls i m.in. związanej z tym likwidacji elektrowni węglowej, która została zastąpiona elektrownią wodną w Kareeya (s. 160, Alas it Seems Cruel...).
Wkrótce po zamknięciu kopalni, miasteczko Mount Mulligan zostało zlikwidowane. Mieszkańcy przenieśli się do okolicznych miast lub do Queensland. Budynki w mieście zostały rozebrane, a następnie sprzedane.